# Michael Doven
Michael Doven (18 febbraio 1959) è un produttore cinematografico e attore statunitense.

## Filmografia

### Attore

#### Cinema
- Eyes Wide Shut (1999)

#### Televisione
- La signora in giallo (1 episodio, 1989)

### Produttore
- Il socio (1993)
- Intervista col vampiro (1994)
- Jerry Maguire (1996)
- Eyes Wide Shut (1999)